# Wolfsburg (Wolfsburg-Unkeroda)
Wolfsburg ist ein Siedlungsteil des Ortsteils Wolfsburg-Unkeroda der Gemeinde Gerstungen im Wartburgkreis und befindet sich im südlichen Teil der Ortslage.

## Lage
Wolfsburg liegt einen Kilometer südlich von Unkeroda in einem schmalen Seitental der Elte. Die geographische Höhe des Ortes beträgt 310 m ü. NN.

## Geschichte
Die erste urkundliche Erwähnung der Siedlung Wolfsburg datiert aus dem Jahr 1247. Eine Burganlage in der Flur „Alte Wolfsburg“ konnte nicht belegt werden. Um 1500 hatten die Herren von Reckrodt sich im Eltetal umfangreichen Grundbesitz und Einkünfte erworben. Sie saßen als Burgherren auf der nahen Brandenburg bei Lauchröden. Ab 1520 waren sie in finanziellen Nöten und mussten ihre Besitztümer in Unkeroda, Neuenhof, Epichnellen, Wolfsburg und Sättelstädt Zug um Zug an die kurfürstliche Verwaltung abtreten. Die Siedlung Wolfsberg bestand bis ins 17. Jahrhundert lediglich aus dem Herren- oder Gutshof, der durch weitere Verpfändung im wechselnden Besitz blieb.
Im Jahr 1827 wohnten in Wolfsburg 98 Einwohner, diese lebten überwiegend von Land- und Forstwirtschaft. Auch am Knieberg wurden Kupfererze entdeckt und gefördert, daher hatten sich auch in Wolfsburg Bergleute am Ortsrand angesiedelt.